# Camomille
Camomille és una pel·lícula francesa dirigida per Mehdi Charef i estrenada el 1988.

## Sinopsi
En un barri pobre dels suburbis, aquesta és la història de l'improbable trobada entre una locutora de televisió addicta a les drogues i un forner quec fetitxista que construeix un Panhard del 58 peça per peça al seu àtic. Per "salvar" Camille, Martin la segresta i li dona un fill.

## Distribution
- Philippine Leroy-Beaulieu : Camille Renaudin
- Rémi Martin : Martin Bénédi
- Monique Chaumette : la mare de Martin
- Guy Saint-Jean : el pare de Remi
- Albert Delpy : el forner
- Michel Peyrelon : Jo
- Solenn Jarniou : Jeanne
- Geneviève Lallemang : la llibretera
- Yan Epstein : Arnold
- Corine Blue : Billie
- Huguette Faget : la mare de Remi
- Olivier Descamps : elpare de Camille
- Claude Sérillon : ell mateix